# Benedikt XIII. (Papst)

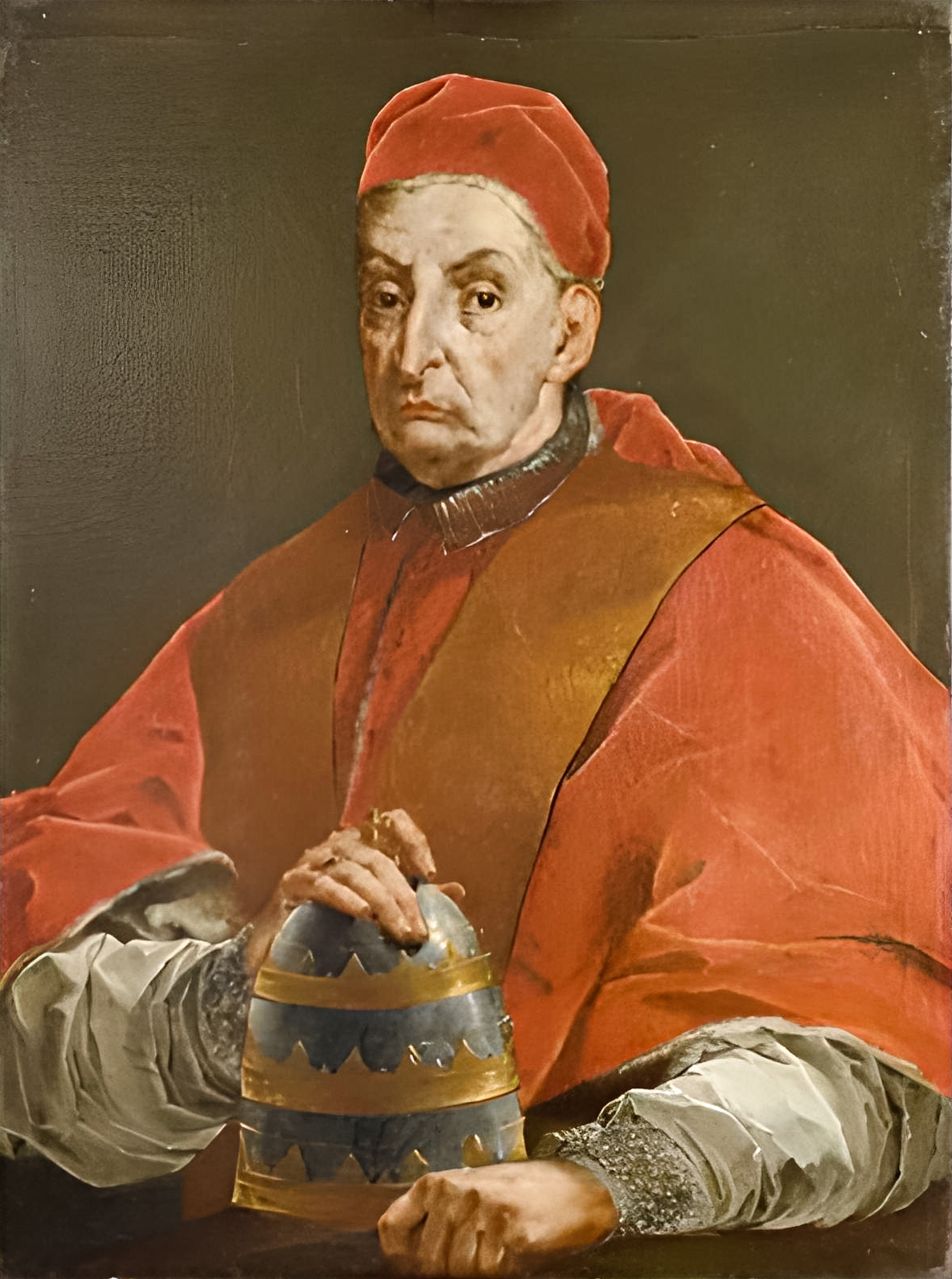
Benedikt XIII. (Giuseppe Bazzani, 1730)

Wappen Benedikts XIII. (moderne Nachzeichnung)

Benedikt XIII., Geburtsname Pietro-Francesco Orsini (im Orden Vincenzo Maria OP); (* 2. Februar 1649 in Gravina in Puglia, Königreich Neapel; † 21. Februar 1730 in Rom), war von 1724 bis 1730 römisch-katholischer Papst. Bereits früher gab es den Gegenpapst Benedikt XIII., dessen Zählung jedoch verworfen wurde.

## Leben

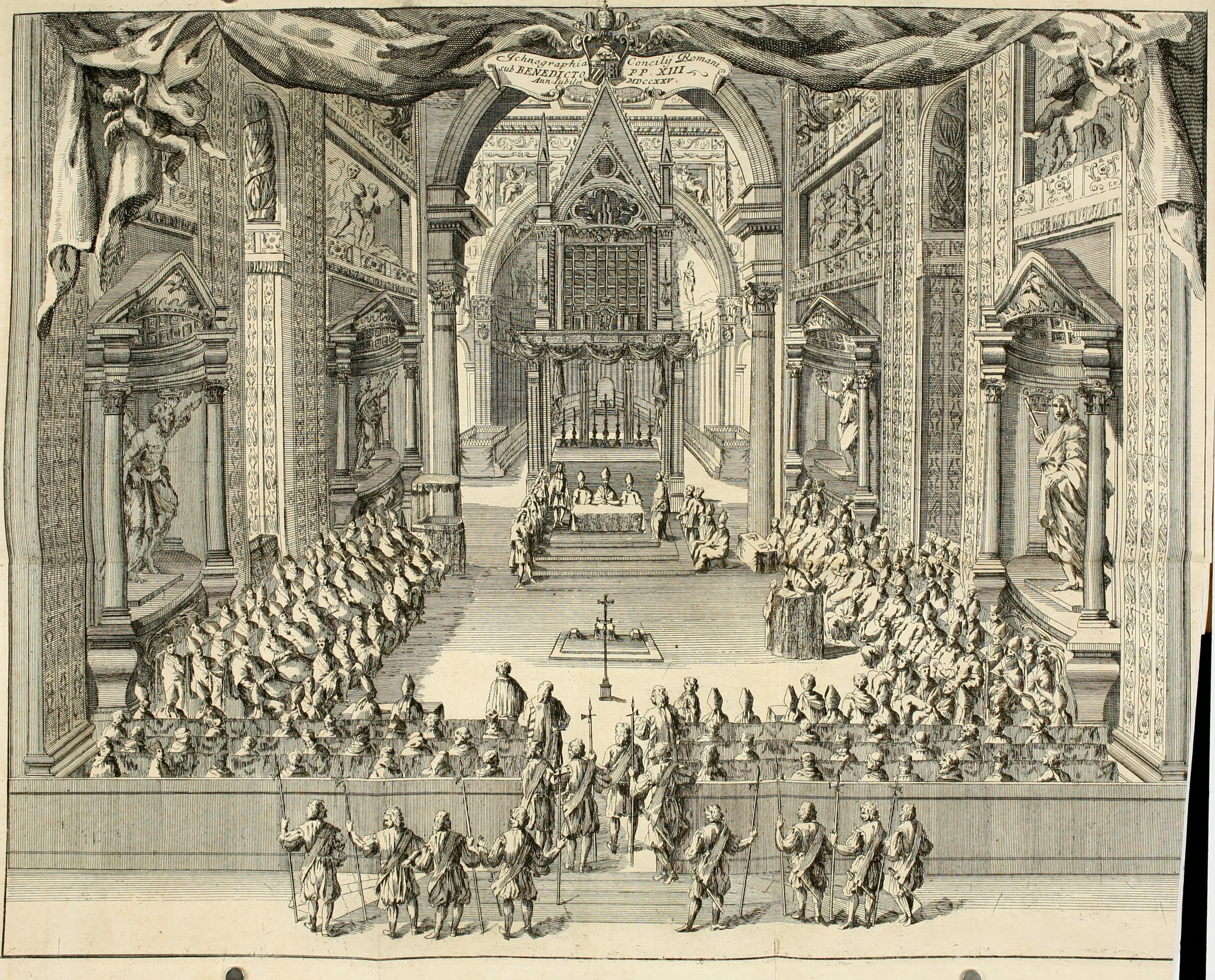
Römische Synode (Concilium Romanum), die Papst Benedikt XIII. anlässlich des Jubeljahres 1725 in der Laterankirche feierte (Stich vermutlich 18. Jahrhundert)

Benedikt XIII. entstammte dem einflussreichen Geschlecht der Orsini. Mit 16 Jahren wurde er gegen den Willen seiner Eltern Dominikaner, studierte Theologie in Venedig und Bologna sowie Philosophie in Neapel und wurde 1672 von Papst Clemens X. zum Kardinal ernannt, auch wenn er sich zunächst gegen die Ernennung wehrte. 1675 wurde er Erzbischof von Manfredonia, 1680 auch Bischof von Cesena und 1686 schließlich Erzbischof von Benevent. Er galt als tüchtig und kümmerte sich sehr um das Wohl der von ihm verwalteten Diözesen. 
Nach einem 70 Tage dauernden Konklave wurde er am 29. Mai 1724 von den Kardinälen zum Papst gewählt und am 4. Juni inthronisiert. Vorher hatte er sich, auf sein hohes Alter und seine physische Schwäche verweisend, zunächst geweigert, das Amt anzunehmen. Benedikt XIII. – den Namen wählte er in Erinnerung an den Dominikanerpapst Benedikt XI. – war überaus fromm, jedoch ungünstigen Einflüssen ausgesetzt.
Als erste Amtshandlung erließ er Richtlinien gegen den luxuriösen Pomp geistlicher Würdenträger und über klerikale Kleidung, ohne sich damit letztlich durchsetzen zu können. In der Auseinandersetzung mit dem Jansenismus schlug er harte Wege ein und zwang den Hauptvertreter der Strömung, den Kardinal Louis-Antoine de Noailles aus Paris, die Bulle Unigenitus von Clemens XI., in der der Jansenismus verurteilt wurde, vorbehaltlos zu akzeptieren. 1725 veröffentlichte er das Memoriale Rituum und hielt anlässlich des Heiligen Jahres 1725 eine Römische Synode in der Lateranbasilika ab.
In politischen Fragen war er gegenüber den Ansprüchen Piemonts und Siziliens nach einer eigenen Staatskirche nachgiebig. Kritisch anzumerken ist zu seinem Pontifikat, dass er den korrupten Kardinal Niccolò Coscia in Benevent als Koadjutor einsetzte. Dieser wurde nach dem Tod des Papstes nach einem Volksaufstand eingekerkert.
Benedikt XIII. starb am 21. Februar 1730 in Rom und ist in der Cappella di San Domenico in der Kirche Santa Maria sopra Minerva begraben.

## Seligsprechungsprozess
Papst Pius XI. eröffnete am 21. Februar 1931 mit dem Diözesanprozess das Seligsprechungsverfahren für Benedikt XIII., dem seither die offizielle Bezeichnung als Diener Gottes zukommt. Nach längerer Unterbrechung wurde das Verfahren im Jahr 2010 wieder aufgenommen. Am 24. Februar 2017 wurde der diözesane Informationsprozess mit der Übergabe der Akten durch Kardinalvikar Agostino Vallini an die Kongregation für die Selig- und Heiligsprechungsprozesse abgeschlossen.

## Apostolische Sukzession
Die Apostolische Sukzession von Papst Benedikt XIII. ist bis Kardinal Scipione Rebiba dokumentiert:
- Benedikt XIII.
- Kardinal Paluzzo Paluzzi Altieri degli Albertoni
- Kardinal Ulderico Carpegna
- Kardinal Luigi Caetani
- Kardinal Ludovico Ludovisi
- Erzbischof Galeazzo Sanvitale
- Kardinal Girolamo Bernerio, O.P.
- Kardinal Giulio Antonio Santorio
- Kardinal Scipione Rebiba